# Wydatki krajowe brutto na badania i rozwój
Wydatki krajowe brutto na badania i rozwój, nakłady krajowe brutto na działalność badawczą i rozwojową, GERD (od ang. gross domestic expenditure on research and development) – całkowite wydatki na prace badawczo-rozwojowe realizowane na terytorium danego kraju (w określonym okresie sprawozdawczym). 
Wskaźnik ten obejmuje finansowanie z zagranicy działalności badawczej i rozwojowej prowadzonej w danym kraju, jednak nie uwzględnia funduszy przekazywanych na ten cel za granicę.